# Сврачковци
Сврачковци су насеље у Србији у општини Горњи Милановац у Моравичком округу. Према попису из 2022. било је 360 становника. Удаљено је 5 км од Горњег Милановца, Ибарском магистралом у правцу ка Београду. Налази се на јужним падинама планине Рудник, на надморској висини од 360 до 500 м и на површини од 1.451 ха.

## О селу
Село је добило име по птици сврачак, којих је било много на подручју села. Време настанка имена није утврђено. Међутим, зна се да је ово село названо Бастах у турском попису 1476. године. Тада је имало 8 домова. Један локалитет села и данас се зове Бастаја. Пред најездом Турака староседелачко становништво села се иселило. У 18. веку село је наново насељено од стране досељеника из Старог Влаха и Црне Горе.
Сврачковци се налазе између Горњег Милановца и Рудника, а кроз њега пролази Ибарска магистрала. Село је веома раштркано и поједини засеоци су доста удаљени међу собом. Село се дели на Горњи крај и Доњи крај, такође и на више малих заселака. Свега у селу има 134 домаћинства.
Сеоска порта је код једне липе у Урошевића Потоку, а школа и задруга су у Пољу, поред друма. Записа у селу има десет, а литија се носи на Бели четвртак.
У селу постоји извор лековите воде.
У Сврачковцима рођен је Јован Лазић - Козељац, јунак из Првог и Другог српског устанка и кнез на 12 села Рудничке нахије, која је називана Лазићева кнежина. Умро је 1831. године у 68. години живота. У селу и данас живе предања из историјске прошлости села и борбе за ослобођење и опстанак.
Овде се налазе Стари споменици на сеоском гробљу у Сврачковцима (општина Горњи Милановац), Крајпуташ Милораду Лазићу у Сврачковцима, Крајпуташ Ранку Илићу у Сврачковцима, Крајпуташ Павлу Ж. Лазићу у Сврачковцима, Крајпуташ Живојину Илићу у Сврачковцима.
У ратовима у периоду од 1912. до 1918. године село је дало 145 ратника. Погинуло их је 79 а 66 је преживело.

## Демографија
У пописима село је 1910. године имало 672 становника, 1921. године 588, а 2002. године тај број је спао на 493.
У насељу Сврачковци живи 393 пунолетна становника, а просечна старост становништва износи 41,5 година (41,1 код мушкараца и 41,9 код жена). У насељу има 165 домаћинстава, а просечан број чланова по домаћинству је 2,98.
Ово насеље је великим делом насељено Србима (према попису из 2002. године).
|  |

| Демографија | Демографија | Демографија |
| Година      | Становника  | Становника  |
| ----------- | ----------- | ----------- |
| 1948.       | 810         |             |
| 1953.       | 788         |             |
| 1961.       | 620         |             |
| 1971.       | 546         |             |
| 1981.       | 535         |             |
| 1991.       | 487         | 486         |
| 2002.       | 491         | 491         |
| 2011.       | 462         |             |

| Етнички састав према попису из 2002.‍ | Етнички састав према попису из 2002.‍ | Етнички састав према попису из 2002.‍ | Етнички састав према попису из 2002.‍ | Етнички састав према попису из 2002.‍ |
| ------------------------------------ | ------------------------------------ | ------------------------------------ | ------------------------------------ | ------------------------------------ |
|                                      |                                      |                                      |                                      |                                      |
| Срби                                 | Срби                                 |                                      | 490                                  | 99,79%                               |
| Македонци                            | Македонци                            |                                      | 1                                    | 0,20%                                |
| непознато                            | непознато                            |                                      | 0                                    | 0,0%                                 |

| Година пописа     | 1948. | 1953. | 1961. | 1971. | 1981. | 1991. | 2002. |
| ----------------- | ----- | ----- | ----- | ----- | ----- | ----- | ----- |
| Број домаћинстава | 134   | 142   | 142   | 141   | 149   | 151   | 165   |

| Број чланова      | 1  | 2  | 3  | 4  | 5 | 6  | 7 | 8 | 9 | 10 и више | Просек |
| ----------------- | -- | -- | -- | -- | - | -- | - | - | - | --------- | ------ |
| Број домаћинстава | 25 | 47 | 35 | 38 | 7 | 11 | 2 | 0 | 0 | 0         | 2,98   |

| Пол    | Укупно | Неожењен/Неудата | Ожењен/Удата | Удовац/Удовица | Разведен/Разведена | Непознато |
| ------ | ------ | ---------------- | ------------ | -------------- | ------------------ | --------- |
| Мушки  | 212    | 57               | 139          | 12             | 4                  | 0         |
| Женски | 203    | 30               | 137          | 28             | 6                  | 2         |
| УКУПНО | 415    | 87               | 276          | 40             | 10                 | 2         |

| Пол    | Укупно                    | Пољопривреда, лов и шумарство | Рибарство                            | Вађење руде и камена | Прерађивачка индустрија       |
| ------ | ------------------------- | ----------------------------- | ------------------------------------ | -------------------- | ----------------------------- |
| Мушки  | 115                       | 28                            | 0                                    | 1                    | 47                            |
| Женски | 83                        | 17                            | 0                                    | 0                    | 47                            |
| УКУПНО | 198                       | 45                            | 0                                    | 1                    | 94                            |
| Пол    | Производња и снабдевање   | Грађевинарство                | Трговина                             | Хотели и ресторани   | Саобраћај, складиштење и везе |
| Мушки  | 3                         | 5                             | 7                                    | 2                    | 13                            |
| Женски | 0                         | 1                             | 5                                    | 4                    | 0                             |
| УКУПНО | 3                         | 6                             | 12                                   | 6                    | 13                            |
| Пол    | Финансијско посредовање   | Некретнине                    | Државна управа и одбрана             | Образовање           | Здравствени и социјални рад   |
| Мушки  | 1                         | 0                             | 2                                    | 2                    | 1                             |
| Женски | 0                         | 0                             | 1                                    | 5                    | 3                             |
| УКУПНО | 1                         | 0                             | 3                                    | 7                    | 4                             |
| Пол    | Остале услужне активности | Приватна домаћинства          | Екстериторијалне организације и тела | Непознато            | Непознато                     |
| Мушки  | 1                         | 0                             | 0                                    | 2                    | 2                             |
| Женски | 0                         | 0                             | 0                                    | 0                    | 0                             |
| УКУПНО | 1                         | 0                             | 0                                    | 2                    | 2                             |